# Новомиргородський 17-й уланський полк
17-й Новоми́ргородський ула́нський полк — один з уланських полків російської армії кінця XIX — початку XX століття. Місцем постійної дислокації полку було польське місто Влоцлавек.

## Створення
Полк створений 8 вересня 1897 року в місті Коло (тепер — територія Польщі) як 54-й драгунський Новомиргородський полк в складі шести ескадронів. Ці ескадрони були виділені з Санкт-Петербурзького, Смоленського, Бузького, Ізюмського, Українського та Нижньогородського полків згідно з Вищим указом від 26 листопада 1897 року.
6 грудня 1907 року полк було перейменовано на 17-й уланський Новомиргородський полк (відповідно до Вищого указу від 6 грудня 1907 року).
Шеф Новомиргородського уланського полку з вересня 1851—1855 рр. — генерал від кавалерії Дмитро Єрофійович Остен-Сакен.

## Командири полку
- полковник Бельгард Володимир Карлович (24 березня 1903 — 3 жовтня 1907)
- полковник Дреняшин (1 лютого 1913 — 1 квітня 1914)

## Історія
17-й Новомиргородський уланський полк відзначився в період першої російської революції 1905—1907 років, оскільки правоохоронні органи імперії виявились нездатними протистояти вуличним безладам.
В 1905—1909 роках для охорони громадського порядку полк було введено на територію Пермської губернії. Командував ним на той час граф Денисов. В Пермі полк квартирувався з 31 серпня 1906 року. Саме тут полковим ад'ютантом служив поручик Каппель, що в роки Громадянської війни очолить Східний фронт.
В 1908 році після закінчення Єлисаветградського кавалерійського училища в 17-й Новомиргородський уланський полк на службу був відправлений корнет Манжетний. Вже через рік його було переведено в окремий корпус жандармів.
До початку Першої світової війни полк був розквартирований в місті Новохоперськ Воронезької губернії.

## Розпізнавальні знаки
- Простий полковий штандарт (8 вересня 1897 року);
- П'ять срібних сурм з написом «За заслуги в войне с французами 1812, 1813, 1814 годов». Ці сурми належали колишньому Новомиргородському уланському полку, якому в свою чергу були передані із 1-го Українського уланського полку, нагородженого 30 серпня 1814 року.

## Персоналії
Відомі люди, що служили в полку:
- Каппель Володимир Оскарович — (16 (28) квітня 1883, Санкт-Петербурзька губернія[1][2] — 26 січня 1920, роз'їзд Утай, недалеко від станції Тулун поблизу Нижньоудинська, Іркутська губернія) — російський воєначальник, підполковник Генерального штабу (1916 рік). Один з керівників Білого руху на Сході Росії. Генерал-лейтенант Генерального штабу Російської імперії (1919 рік). Головнокомандувач армій Східного фронту Російської армії (9 грудня 1919 — 25 січня 1920).[3]Володимир Капель

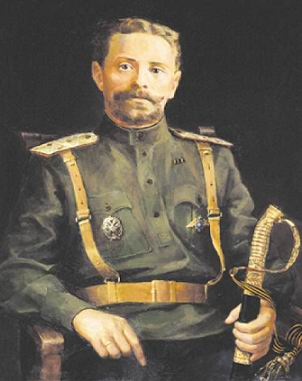
Володимир Капель

- Клейст Юхим Антонович  (1794—1857) - генерал-майор, учасник придушення Польського повстання 1830-1831 років. З 25 січня 1831 Клейст знаходився у справах проти польських заколотників на просторі від Мінська до Варшави, причому відзначився 27 серпня 1831 під час підкорення Варшави. За відзнаку у справах проти поляків нагороджений орденом св. Володимира 4-го ступеня з бантом і орденом св. Анни 3-го ступеня. Крім того, за Польську кампанію мав медаль «За взяття приступом Варшави 25 і 26 серпня 1831» і польською відзнакою за військову гідність «Vitruti militari» 3-го ступеня.

З 1834 р. до 1836 року перебував у зразковому кавалерійському полку, в 1836 році за відмінність по службі проведений в підполковники, причому в 1836 році тимчасово командував Новомиргородський уланського полку. У 1837 році нагороджений орденом св. Станіслава 3-го ступеня за відмінність по службі і в 1839 році повторно був прикомандирований до зразкового кавалерійському полку.]
- Манже́тний Миха́йло Миха́йлович (рос. Манжетный Михаил Михайлович) (нар. 1886 — пом. 1959, Австралія) — полковник російської армії, учасник Громадянської війни.

Народився в 1886 році.
Закінчив Єлисаветградське кавалерійське училище в 1907 році.
В 1908 році був відправлений на службу в 17-й Новомиргородський уланський полк в званні корнета. Вже 1909 року він переводиться в окремий корпус жандармів і стає ротмістром.
З 1910 по 1917 роки Манжетний займає посаду помічника начальника Челябінського відділення Омської жандармерії залізниць ад'ютанта Виленського, потім — начальником Пермського жандармського поліцейського управління залізниць.
З 1918 року Манжетний у складі Білої армії. В червні цього ж року він став командиром взводу Курганського добровольчого загону, згодом — в партизанському загоні підполковника Смоліна. В кавалерійській атаці з шістьма козаками атакував і взяв в полон 150 червоноармійців, захопив бронепоїзд.
Після взяття Пермі білою гвардією в грудні 1918 року йому було присвоєно звання полковника і призначено командиром окремого кінно-єгерського дивізіону 18-ї Сибірської стрілецької дивізії, сформованого з солдат, які в новому складі перейшли від червоних на сторону Білої армії.
По закінченню війни з 1920 року полковник Манжетний проживає в Харбіні. В 1926—1928 роках він командував 4-м кавалерійським полком російського загону генерала Нехаєва в армії Чжан Цзоліна. Жив в Пекіні та Тяньцзіні.
1937 року в журналі «Вартовий» були опубліковані мемуари Манжетного.
В 1949 році Михайло Манжетний переїхав на Філіппіни, а згодом в Австралію, де й помер в 1959 році.]